# Паслепа
Па́слепа (ест. Paslepa küla, швед. Pasklep) — село в Естонії, у волості Ляене-Ніґула повіту Ляенемаа.

## Населення
Чисельність населення на 31 грудня 2011 року становила 79 осіб.

## Географія
Село розташоване на півострові Ноароотсі (Noarootsi poolsaar) на березі Балтійського моря і лежить на відстані 33 км від Хаапсалу та 4,5 км на захід від Пюрксі.

## Історія
З 1998 року для села затверджена друга офіційна назва шведською мовою — Pasklep.
9 серпня 2009 року частина території Паслепа відійшла до новоствореного села Телізе.
До 21 жовтня 2017 року село входило до складу волості Ноароотсі.